# John Adam (arquiteto)
John Adam (5 de março de 1721 - 25 de junho de 1792) foi um arquiteto escocês. Nascido em Linktown de Abbotshall, agora parte de Kirkcaldy, Fife, ele era o filho mais velho do arquiteto e empresário William Adam. Seus irmãos mais novos Robert e James Adam tornaram-se também arquitetos.